# كلود فرولو (ديزني)
القاضي كلود فرولو (بالإنكليزية: Judge Claude Frollo) شخصية خيالية. هو الشرير في فيلم ديزني أحدب نوتردام، والمأخوذ عن شخصية رئيس الشمامسة كلود فرولو من رواية فيكتور هوجو التي تحمل الاسم نفسه. قام بأداء صوته الممثل توني جاي الذي اختارته ديزني بعد أدائه القصير لدور مسيو دُارك في فيلم الجميلة والوحش عام 1991.
يختلف القاضي فرولو في الفيلم عن شخصية كلود فرولو في رواية هوجو اختلافاً كبيراً. ففي الرواية، فرولو هو رئيس شمامسة كاتدرائية نوتردام ذي الشخصية المعقدة والمتعاطفة، بينما فرولو - في الفيلم - شخصية مليئة بالتعصب الديني والعنصرية، وتكن اعتباراً ضئيلاً للحياة الإنسانية.
فرولو أحد قضاة باريس، يستغل منصبه لاضطهاد الغجر ومطاردتهم باعتبارهم «خارجين عن النظام الطبيعي» ومتورطين في أفعال «بهيمية». فيما بعد يُصبح وزير العدل فتشتد قبضته على باريس، ويزداد اضطهاده للغجر الذين يهدف إلى تطهير فرنسا منهم. تتعقد حياته بسبب لقائه بالغجرية إزميرالدا التي يشغف بها رغم ازدرائه لعرقها، ويعتبرها ساحرة، ويطلق حملة مطاردة ساحرات للقبض عليها، يحرق في نهايتها نوتردام التي توفر لها الملاذ.

## سيرة الشخصية الخيالية
يظهر القاضي كلود فرولو في بداية الفيلم حين يقدمه المهرج كلوبان في أغنية أجراس نوتردام، وتحكي الأغنية كيف كان فرولو يضطهد الغجر ويعتبرهم مجموعة من هوام الأرض. يُطارد فرولو والدة كوازيمودو الهاربة معتقداً أن رضيعها بضائع مسروقة، ويقتلها خطأ على درج كاتدرائية نوتردام، ثم يكتشف أن الصرة تحتوي طفلاً مشوهاً فيقرر إغراقه في البئر أمام الكاتدرائية، عندها يظهر رئيس الشمامسة ويؤنبه على فعلته، ثم يطالبه بتربية كوازيمودو الصغير كابنه.
| كلود فرولو (ديزني) | تاق القاضي كلود فرولو إلى تخليص العالم من الخطيئة والرذيلة ورأى الفساد في كل مكان عدا نفسه | كلود فرولو (ديزني) |

بعد عشرين عاماً، يصبح فرولو وزير العدل، ويواصل اعتنائه بكوازيمودو الذي يحتفظ به في برج أجراس نوتردام. يواصل فرولو مطاردة الغجر وتشديد الخناق عليهم، ويهدف إلى الوصول إلى محكمة الغرائب الخاصة بهم. تتعقد الأمور بإقامة مهرجان الحمقى الذي تتحدى فيه الراقصة إزميرالدا فرولو علناً، وتطلق سراح كوازيمودو الذي خالف أوامره بعدم حضور المهرجان. يطلق فرولو حملة لمطاردة إزميرالدا التي يشعر نحوها بحب جارف، ويتهمها بأنها ساحرة قد قامت بإلقاء تعويذة عليه.